# ماركوس مان
ماركوس مان (بالألمانية: Marcus Mann)‏ (14 مارس 1984 بليونبرغ في ألمانيا - ) هو لاعب كرة قدم ألماني في مركز قلب الدفاع. لعب مع دارمشتات 98 وشتوتغارت كيكرز وفيهين فيسبادن ونادي ساربروكن ونادي كارلسروه ونادي هوفنهايم ونادي كارلسروه 2 ‏.

## وصلات خارجية
- ماركوس مان على موقع قاعدة بيانات كرة القدم.إي يو (الإنجليزية)
- ماركوس مان على موقع بيانات كرة القدم. دي إي (الألمانية)
- ماركوس مان على موقع عالم كرة القدم.نت (الإنجليزية)